# 野見宿禰神社 (墨田区)
野見宿禰神社（のみのすくねじんじゃ）は、東京都墨田区亀沢にある神社である。相撲の始祖とされる野見宿禰を祀る。両国国技館の近隣に所在し、日本相撲協会により管理されている。

## 歴史

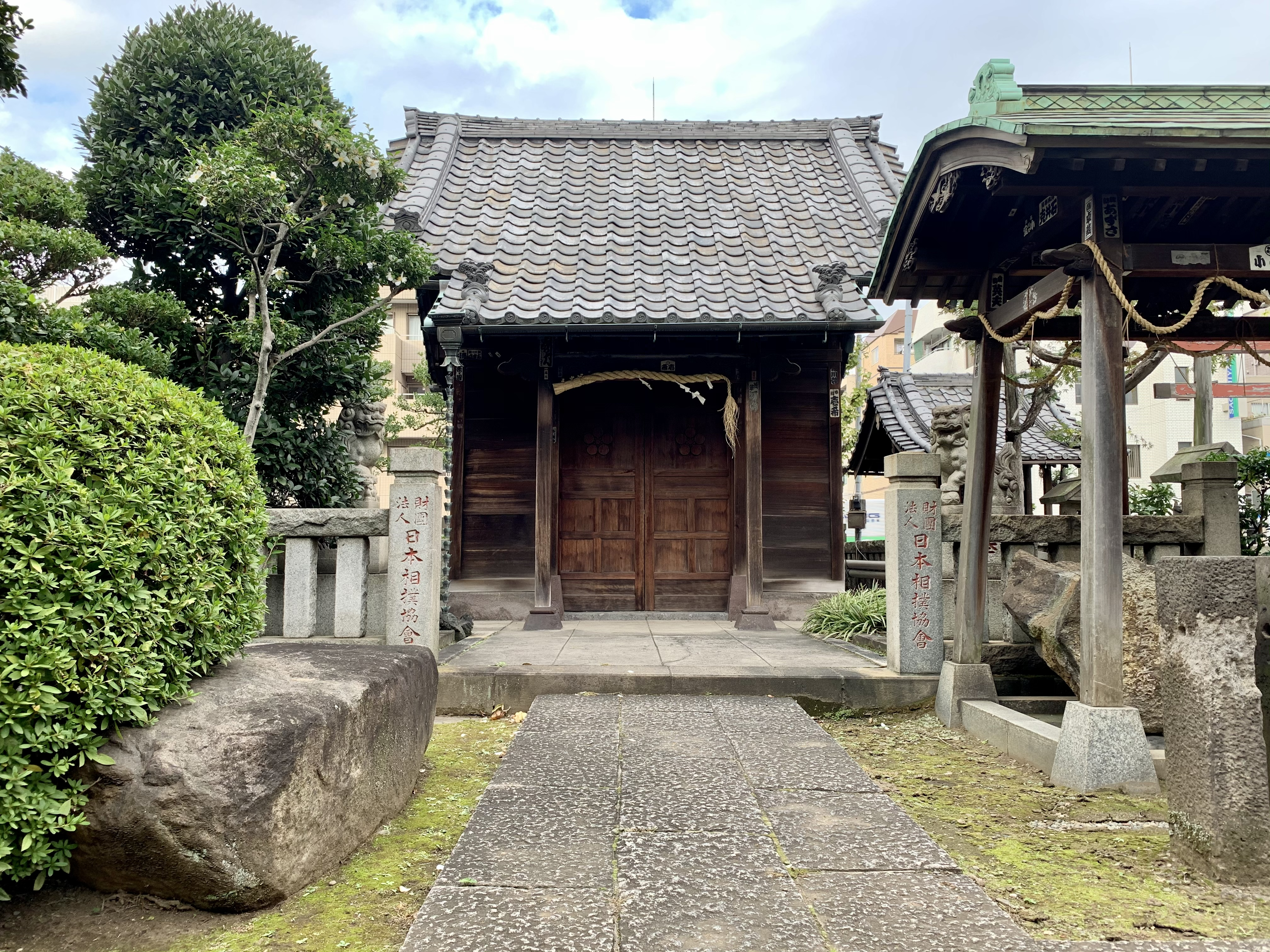
本殿

1884年に、この東側に部屋があった初代高砂浦五郎と交友のあった出雲国造81代千家尊福により、元津軽家の上屋敷跡を譲り受けて創建された。野見宿禰は出雲国造13代と伝わる。元の社殿は東京大空襲によって焼失したが1953年6月に再建され、現在に至るまで相撲関係者の崇敬を集めている。

## 境内
- 歴代横綱之碑：1952年11月に協会により建立され、2基のうち1基には初代明石志賀之助から46代朝潮太郎まで、もう1基には47代柏戸剛以降の名前が刻銘されている。
- 社殿前には31代横綱常ノ花寛市が奉納した大きな自然石の御手洗がある。
- 境内周囲を囲む玉垣の石柱には多くの相撲関係者の名が刻銘されている。

この神社の状況についてを2017年の相撲紙の記事が報じており、小さな本殿を除くとブルーシートとパイプいすが置いてあり、実質的に物置となっている。周囲の玉垣の石柱は色が剥げ落ちており判読が困難である。

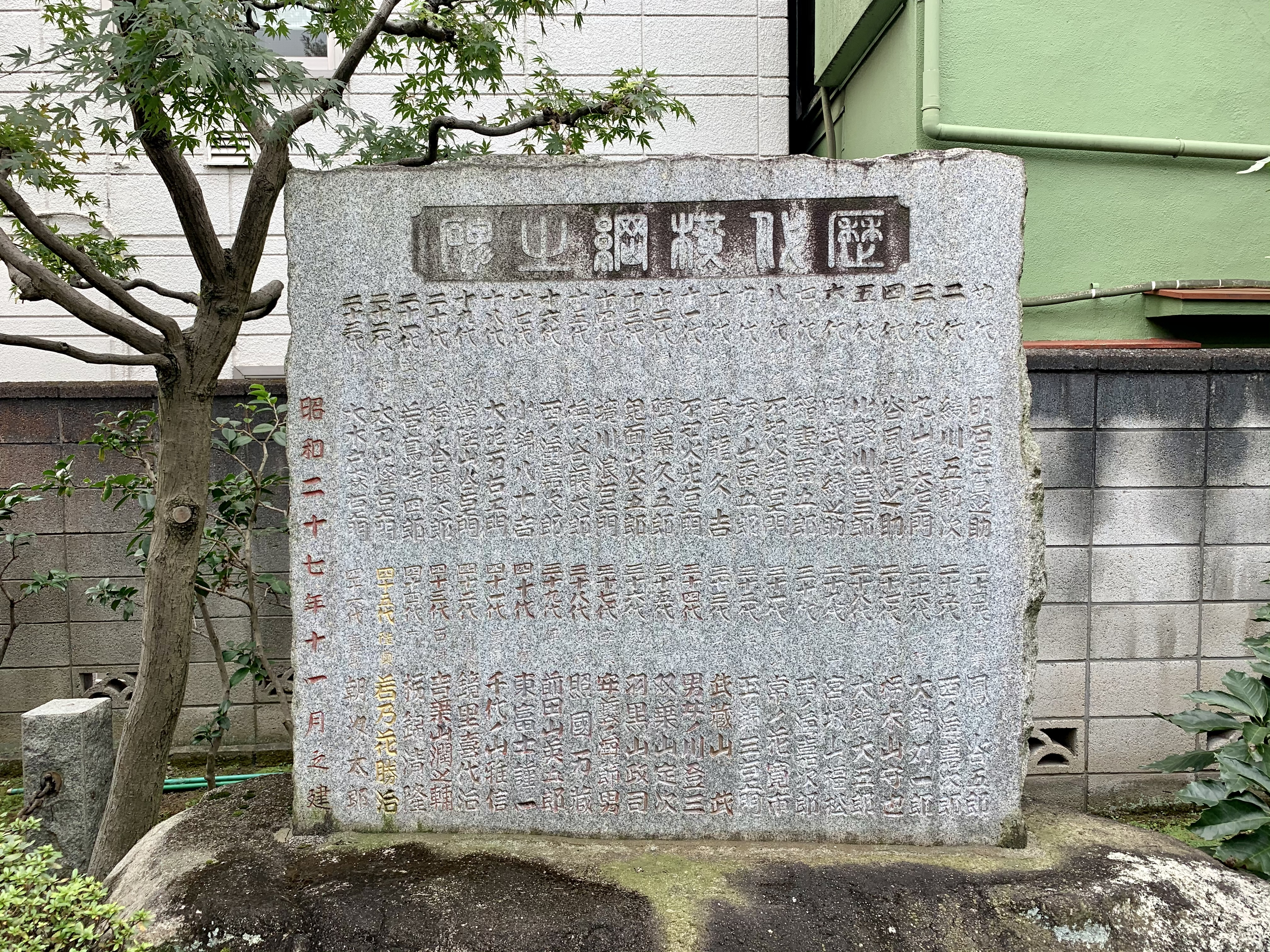
境内にある歴代横綱の石碑（初代 - 四十六代）
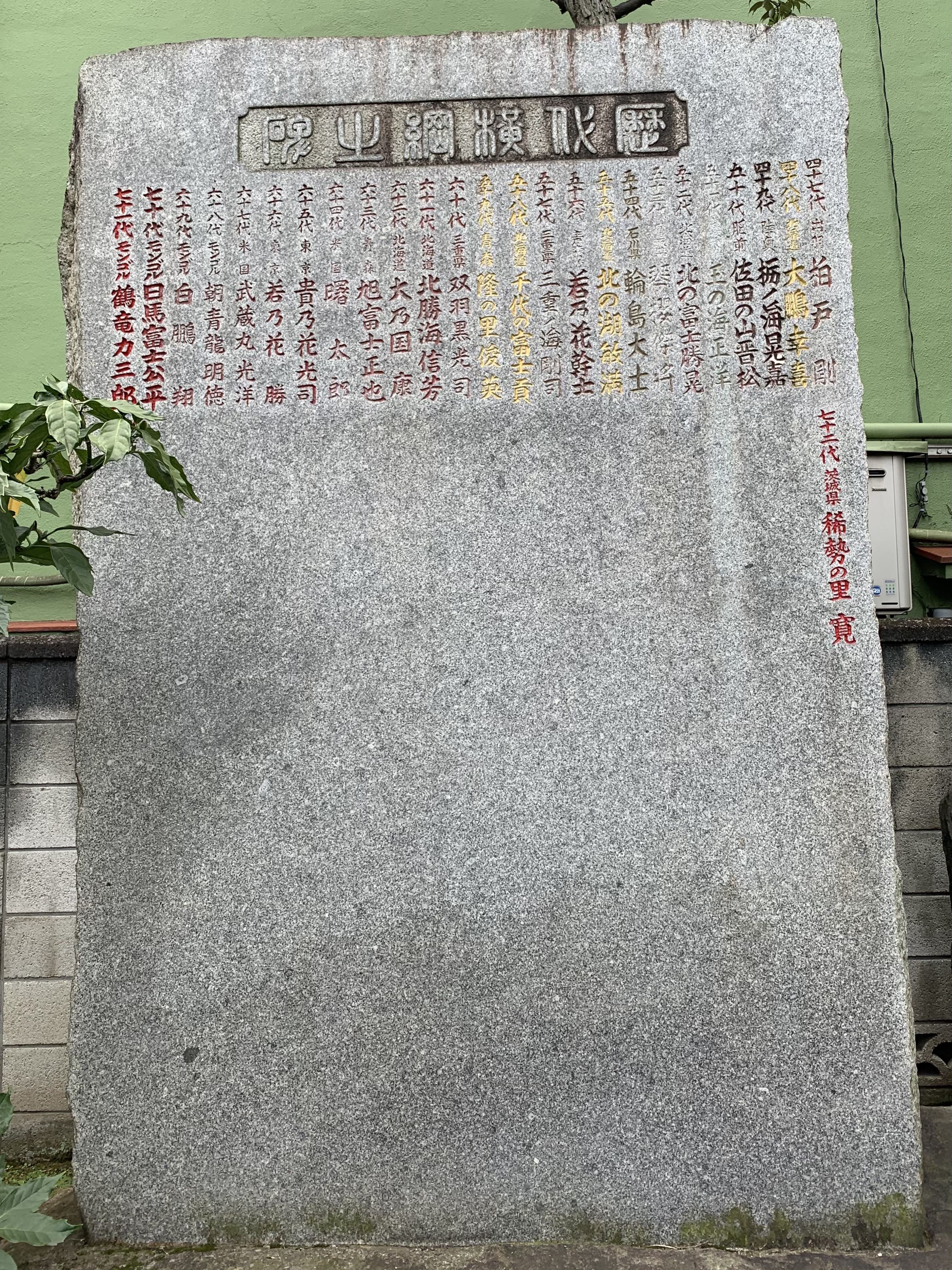
歴代横綱の石碑（四十七代 - ）

## 祭事
年3回の東京で行われる本場所の取組編成会議終了後に出雲大社東京分祠の神職のもと、協会執行部と審判部幹部、各一門の審判委員や相撲茶屋関係者などにより例祭が執り行なわれている。また、新しく横綱が誕生した際には、神前で土俵入りを披露する慣例となっている。

## アクセス
- 住所：東京都墨田区亀沢2-8-10
- 交通：JR総武線及び都営地下鉄大江戸線 両国駅徒歩